# Mitropolija crnogorsko-primorska
Mitropolija crnogorsko-primorska je eparhija Srpske pravoslavne Crkve koja djeluje na području Crne Gore. Ujedno je i mitropolija kojoj je podložna eparhija Budimljansko-nikšićka. Sjedište mitropolije je u Cetinju. Trenutačni mitropolit je Joanikije Mićović (od 2021.).

## Teritorij i ustrojstvo
Mitropolija crnogorsko-primorska obuhvaća dio prostora Crna Gora. Na primorju prostor od Igala do rijeke Bojane, a u unutrašnjosti Stara Crna Gora (Cetinje i šira okolica), Zetska ravnica s  Podgoricom, Bjelopavlićka ravnica s Danilovgradom i manastirom Ostrog, bez Nikšića. U pravcu sjeveroistoka, mitropoliji pripada i Kolašin s manastirom Morača. Mitropolija se dijeli na 7 arhijerejskih namjesništava: cetinjsko, podgoričko-kolašinsko, podgoričko-danilovgradsko, hercegnovsko, bokokotorsko, budvansko i barsko. Namjesništva se dijele na parohije (župe). Mitropolija ima svoju izdavačku kuću, časopis i radio pod imenom Svetigora.

## Povijest
U društvu Crne Gore postoji prijepor oko crkvenih pitanja, jedna strana smatra da je današnju Mitropoliju crnogorsko-primorsku stvorio Aleksandar I. Karađorđević, nakon srbijanske okupacije Crne Gore 1918. godine i ukidanja samostalne Crnogorske pravoslavne crkve, a druga strana smatra da Mitropolija ima neprekinut kontinuitet sa zetskim vladičanstvom, kojeg je 1219. osnovao Sveti Sava. Ovaj problem je neriješen i danas se postavlja pitanje vlasništva nad imovinom mitropolije, ovisno o strani u prijeporu i osjećaju nacionalne pripadnosti. Obje strane imaju svoje argumente, a povijest će pokazati kako će ovaj prijepor biti riješen.

## Popis vladika i mitropolita

### Zetske vladike
- Ilarion (1220. – 1242.)
- German (drugi po redu)
- Neofit (1261. – 1270.)
- Jevstatije (do 1279.), 1279. postao srpski arhiepiskop
- German II. (1286. – 1292.)
- Mihajlo (1293.)
- Andrija (prije 1300.)
- Jovan (prije 1304.)
- Mihajlo II. (1305. – 1309.)

### Mitropoliti na tlu Zete (Skenderije i Primorja) i kasnije Crne Gore
- David (1391. – 1396.)
- Arsenije (1396. – 1417.)
- David II. (1417. – 1435.)
- Jeftimije (1434. – 1446.)
- Josif (oko 1453.)
- Teodosije (poslije 1453.)
- Visarion (1484. – 1494.), Sjedište Zetske mitropolije je od 1485. u manastir Sv. Bogorodice na Cetinju
- Pahomije (poslije 1491.)
- Vavila (1494. – 1520.)
- German III. (1520.)
- Pavle (prije 1530.)
- Romil (1530.)
- Vasilije (1532.)
- Nikodim (1540.)
- Makarije (1550. – 1558.), 1557. obnovljena Pećka patrijarhija
- Romil II. (1559.)
- Pahomije (1568. – 1573.)
- Gerasim (1573.)
- Dionisije (prije 1577.)
- Venijamin (1582. – 1591.)
- Ruvim Njeguš (1593. – 1639.)
- Mardarije Kornećanin (1637. – 1661.)
- Ruvim Boljević (1662. – 1685.)
- Visarion Borilović (1685. – 1692.), nakon razora cetinjskog manastira 1692. vladičanska stolica je bila upražnjena naredne dvije godine
- Sava Očinić (1694. – 1697.), Sava je posvećen za vladiku 27. studenog 1694. u Herceg Novom od bivšeg beogradskog mitropolita Simeona Ljubibratića, zahumskog mitropolita Savatija Ljubibratića i hercegovačkog Gerasima. Stolovao je u manastiru Dobrska Ćelija gde je i pokopan.
- Danilo Petrović Njegoš (1697. – 1735.)
- Sava Petrović Njegoš (1735. – 1781.)
- Arsenije Plamenac (1781. – 1784.)
- Sveti Petar Cetinjski (1784. – 1830.), Srijemski Karlovci su mjesto gdje je postao vladika
- Petar II. Petrović Njegoš (1830. – 1851.)
- Nikanor Ivanović (1858. – 1860.)
- Ilarion Roganović (1860. – 1882.)
- Visarion Ljubiša (1882. – 1884.)
- Mitrofan Ban (1885. – 1920.)
- Gavrilo (patrijarh srpski) (1920. – 1938.)
- Joanikije Lipovac (1940. – 1945.)
- Arsenije Bradvarević (1947. – 1961.)
- Danilo Dajković (1961. – 1991. )
- Amfilohije Radović (od 1991. – 2020.)
- Joanikije Mićović (od 2021.)

## Manastiri mitropolije crnogorsko-primorske
Manastiri se dijele na ženske ili muške, u zavisnosti da li u njima žive redovnice (monahinje) ili redovnici (monasi). Manastirišta su stari, zapušteni i nenastanjeni nekadašni manastiri, često samo temelji ili ruševine, koji čekaju svoju obnovu. Manastiri mitropolije crnogorsko-primorske su: Banja, Beška, Bijelići, Bjeloševići, Boan Kadića, Bunovići, Cetinjski manastir, Ćelija Piperska, Ćirilovac, Dajbabe, Dobrska Ćelija, Donji Brčeli, Duga Moračka, Duljevo, Gornji Brčeli, Gostilje, Gradište, Ivanova korita, Kom, Kosmač, Miholjska prevlaka, Morača, Moračnik, Obod, Ograđenica, Orahovo, Ostrog, Pelev Brijeg, Podlastva, Podmaine, Praskvica, Ribnjak, Prečista Krajinska, Reževići, Rečine, Rustovo, Savina, Savina Glavica, Stanjevići, Stara Varoš, Starčeva Gorica, Sv. Sergija Radonježskog, Tophana, Vojnići, Vranjina, Zlatica, Žanjica, Ždrebaonik.